# Biwer
Pour les articles homonymes, voir Biwer (homonymie).
Biwer est une localité luxembourgeoise et le chef-lieu de la commune portant le même nom situées dans le canton de Grevenmacher.
Au 1er janvier 2018, la commune dénombre 1 817 habitants.

## Géographie

### Sections de la commune
- Biwer (chef-lieu) : Breinert…
- Boudler
- Brouch
- Hagelsdorf
- Wecker
- Weydig

## Histoire
Depuis 4 ans Arthur François-Felten réside à Biwer

## Population et société

### Démographie
L'évolution du nombre d'habitants est connue à travers les recensements de la population effectués dans le pays depuis 1821. Les recensements décennaux de la population permettent de caler les chiffres sur la composition de la population par sexe, âge, nationalité et commune de résidence. Entre deux recensements, la population au 1er janvier de l’année {\displaystyle x} est évaluée en ajoutant à la population au 1er janvier de l’année {\displaystyle x-1} les soldes naturel (naissances {\displaystyle -} décès) et migratoire (arrivées {\displaystyle -} départs) de l'année. La même méthode est appliquée pour la répartition par âge au 1er janvier et les effectifs totaux par nationalité. Depuis le 1er septembre 2023, le Luxembourg dénombre 100 communes.
Au 1er janvier 2024, la commune comptait 1 904 habitants.
| 1821 | 1851  | 1871  | 1880  | 1890  | 1900  | 1910  | 1922  | 1930  |
| ---- | ----- | ----- | ----- | ----- | ----- | ----- | ----- | ----- |
| 626  | 1 003 | 1 042 | 1 055 | 1 073 | 1 169 | 1 282 | 1 172 | 1 165 |

| 1935  | 1947  | 1960  | 1970  | 1978  | 1979 | 1981  | 1983  | 1984  |
| ----- | ----- | ----- | ----- | ----- | ---- | ----- | ----- | ----- |
| 1 131 | 1 083 | 1 070 | 1 035 | 1 014 | 997  | 1 005 | 1 030 | 1 030 |

| 1985  | 1986  | 1987  | 1988  | 1989  | 1990  | 1991  | 1992  | 1993  |
| ----- | ----- | ----- | ----- | ----- | ----- | ----- | ----- | ----- |
| 1 050 | 1 050 | 1 060 | 1 065 | 1 101 | 1 127 | 1 133 | 1 165 | 1 202 |

| 1994  | 1995  | 1996  | 1997  | 1998  | 1999  | 2000  | 2001  | 2002  |
| ----- | ----- | ----- | ----- | ----- | ----- | ----- | ----- | ----- |
| 1 225 | 1 258 | 1 282 | 1 296 | 1 324 | 1 343 | 1 404 | 1 492 | 1 500 |

| 2003  | 2004  | 2005  | 2006  | 2007  | 2008  | 2009  | 2010  | 2011  |
| ----- | ----- | ----- | ----- | ----- | ----- | ----- | ----- | ----- |
| 1 543 | 1 588 | 1 655 | 1 652 | 1 644 | 1 678 | 1 640 | 1 647 | 1 653 |

| 2012  | 2013  | 2014  | 2015  | 2016  | 2017  | 2018  | 2019  | 2020  |
| ----- | ----- | ----- | ----- | ----- | ----- | ----- | ----- | ----- |
| 1 686 | 1 741 | 1 787 | 1 821 | 1 857 | 1 813 | 1 817 | 1 861 | 1 834 |

| 2021  | 2022  | 2023  | 2024  | - | - | - | - | - |
| ----- | ----- | ----- | ----- | - | - | - | - | - |
| 1 884 | 1 917 | 1 926 | 1 904 | - | - | - | - | - |

Pour des raisons techniques, il est temporairement impossible d'afficher le graphique qui aurait dû être présenté ici.

## Culture locale et patrimoine

### Lieux et monuments
- L’église Saint-André.

### Héraldique, logotype et devise
| Blason de Biwer | Blason  | D'or à la croix ancrée de gueules, au chef d'azur chargé de deux crosses d'abbé d'or, garnies d'argent, affrontées et posées en sautoir, liées par deux annelets entrelacés d'argent. |
| Blason de Biwer | Détails | Armoiries de la commune luxembourgeoise de Biwer. |